# Circator
De circator is de pater in een kloostergemeenschap die instaat voor de tucht en de orde in de abdij.  De benaming verwijst naar het feit dat de circator de ronde van het klooster deed om te kijken of alles in orde was.  Sommige abdijen zoals de abdij van Averbode hebben deze functie nog steeds.